# Стародубская полковая сотня
Староду́бская полкова́я со́тня — административно-территориальная и войсковая единица в составе малороссийского Стародубского полка, существовавшая в XVII—XVIII веках.
Центр — полковой город Стародуб.

## История
Полковая сотня упоминается в составе Стародубского полка в течение всего времени его существования, с момента образования (1654) до расформирования (1782). Стародубский сотник Слухановский-Полулях упоминается ещё ранее, до образования Стародубского полка. По всей видимости, Стародубская сотня была сформирована сразу после Зборовского договора (1649) и первоначально входила в состав Черниговского полка, а вскоре стала основой новообразованного Стародубского полка.
Ввиду значительности своего населения, около 1750 г. полковая Стародубская сотня была разделена на две, называемые 1-й и 2-й полковой сотней.
По упразднении полкового и сотенного деления (с 1782), территория полковой сотни составила основу Стародубского уезда.
В настоящее время — территория Брянской области России. Несколько сёл, располагавшихся на крайнем юге сотни ныне входят в Черниговскую область Украины.

## География и население
Территория полковой сотни, ввиду своего центрального положения в Стародубском полку, была давно и довольно плотно заселена. О ряде населённых пунктов есть упоминания с древнерусских времён (Стародуб, Синин, Росуха); древность происхождения других подтверждается археологическими данными.
Многие населённые пункты, входившие в состав полковой сотни, именовались сёлами, хотя не сохранилось никаких известий о существовании в них храмов.

## Административное деление
Сотня подразделялась на несколько казачьих куреней. По состоянию на 1740 год, в Стародубскую сотню входили следующие курени:
- Логоватовский (центр — с. Логоватое)
- Картушинский (с. Картушин)
- Дохновский (с. Дохновичи)
- Каменский (д. Камень)
- Чубковский (с. Чубковичи)
- Кропивнянский (д. Кропивна)
- Рохмановский (с. Рохманово)
- Выстриковский (д. Выстриково)
- Высоцкий (с. Высокое)
- Гарцевский (с. Гарцево)
- Галенский (с. Галенск)
- Новосельский (с. Новое)
- Левенский (с. Левенка)
- Хмелевский (д. Хмелевка)
- Мишковский (с. Мишковка)
- Сухосеевский (с. Сухосеевка)
- Андрейковский (с. Андрейковичи)
- Курковский (с. Курковичи)
- Демьяновский (с. Демьянки)
- Гриденский (д. Гриденки)

## Основные населённые пункты
- город Стародуб;

- сёла: Синин, Тютюри, Левенка, Печеники, Пантусов, Горислав, Луцковичи, Яцковичи, Выстриков, Новое, Пятовск, Осколков, Олефин, Новосёлки, Ярёмин, Невзоров, Меленск, Савинки, Суховерхово, Артюшков, Решётки, Галенск, Колодезки, Гарцов, Трухонов, Росуха, Гудов, Семешков, Высокое, Рохманов, Гринёв, Дедов, Дохновичи, Суходолье, Мишковка, Тарасовка, Андрейковичи, Сухосеевка, Мериновка, Шкрябин, Остроглядов, Мытничи, Мохоновка, Крапивная, Сергеевск, Бряновы Кустичи, Рябцов, Ярцов, Логоватое, Нижнее, Чубковичи, Картушин, Солова, Понуровка, Демьянки, Азаровка, Курковичи, Железный Мост, Ломаковка;

- деревни: Басихин, Невструев, Голибесов, Берновичи, Газуки, Меженики, Покословье, Човпня, Гриденки, Пестриков, Кривошии, Ильбов, Борозднино, Бородинка, Лупеки, Еленск, Коробоничи, Пески, Аннушин, Долматов, Дубровск, Пихторовка, Платков, Случок, Хмелевка, Хомутовка, Гасков, Мацковщина, Камень, Круков, Обуховка, Макаровка, Балдовка, Приваловка, Полуляхова Буда (Корецкая Буда), Новая Буда (Понуровская Буда), Леоновка, Олейников Хутор;

- слободы: Плотновка, Млынка (Княжая), Галагановка;

- хутора: Десятуха, Шкрябинский, Иваничи, Гримячка.

## Полковые сотники
- Полулях, 1650.
- Гаврило Еремеев, 1654.
- Герасим Осташко, 1663.
- Павел Андреевич Храмченко (Храмец), 1669—1672.
- Козьма Дашкевич, 1672.
- Михаил Мархаленко, 1671—1685.
- Давид Трофимович Пушкаренко, 1687.
- Николай Маркович Чарнолузский, 1687—1692.
- Прокофий Силенко, 1693—1705.
- Осип Елинский, 1708.
- Иван Маркович Чарнолузский, 1708—1723.
- Иван Лаврентьевич Бороздна, 1724—1725.
- Семен Яковлевич Галецкий, 1726—1734.
- Петр Семенович Галецкий, 1734—1738.
- Яков Степанович Якимович, 1739—1758.
- Афанасий Случановский, 1754—1758.
- Гром Василий Евдокимович, 1770—1782.